# Операция «Буньян уль-Марсус»
10 мая 2025 года правительство Пакистана объявило о начале крупномасштабной военной операции под названием «Бу́ньян уль-Марсу́с» (урду آپریشن بنیان المرصوص‎, англ. Operation Bunyan-ul-Marsoos) против Индии. Операция развернулась на фоне обострения индийско-пакистанского конфликта. Ранее Индия начала проведение операции «Синдур» против Пакистана.
Буньян уль-Марсус означает «стену, построенную из расплавленного свинца» (Коран).
В первый же день операции Дональд Трамп объявил, что между Индией и Пакистаном была достигнута договорённость о прекращении огня, что подтвердил министр иностранных дел Пакистана Мухаммад Исхак Дар.

## Предыстория
7 мая 2025 года Индия начала операцию Синдур. Эскалация последовала за индийскими авиаударами по нескольким пакистанским авиабазам, включая Нур-Хан, Мюрид и Рафики. Министерство обороны Пакистана и Межведомственные связи с общественностью (ISPR) официально объявили о начале операции Буньян уль-Марсус, несколько часов спустя заявив, что это была оборонительная ответная мера, призванная сдержать дальнейшую агрессию.

## Ход операции
10 мая 2025 года ВС Пакистана нанесли удары по 26 индийским населённым пунктам и нескольким индийским базам, включая склады ракет на севере Индии, штаб бригады, полевой склад снабжения, артиллерийскую позицию, позицию ракетной батареи и три аэродрома. Ранее Индия нанесла ракетный удар по трём авиабазам, в том числе в окрестностях Исламабада, но ПВО Пакистана перехватило эти ракеты.
Пресс-служба правительства Пакистан дала следующий комментарий относительно начала операции: «Пакистан ответил на индийскую агрессию достойно и до сих пор успешно атаковал ключевые индийские военные объекты в рамках операции „Баньян уль-Марсус“. Эта операция проводится в ответ на изначальное нападение Индии, ставшее посягательством на наши земли, людей и суверенитет».
Президент США Дональд Трамп объявил о прекращении огня между Индией и Пакистаном после долгих ночных переговоров при посредничестве США. Договоренность о перемирии подтвердил министр иностранных дел Пакистана Мухаммад Исхак Дар.

## Реакция

### Китай
Китай заявил о глубокой обеспокоенности эскалацией между Индией и Пакистаном, пообещав сыграть конструктивную роль в деэскалации.

### Страны G7 и ЕС
Министры иностранных дел стран G7 и Европейского союза опубликовали совместное заявление, в котором призвали Индию и Пакистан проявить максимальную сдержанность и призвали к немедленной деэскалации.

### США
Госсекретарь США Марко Рубио созвонился с Асимом Муниром, главой штаба сухопутных войск Пакистана. Рубио предложил помощь в урегулировании конфликта с Индией.